# Rüttelstopfverdichtung

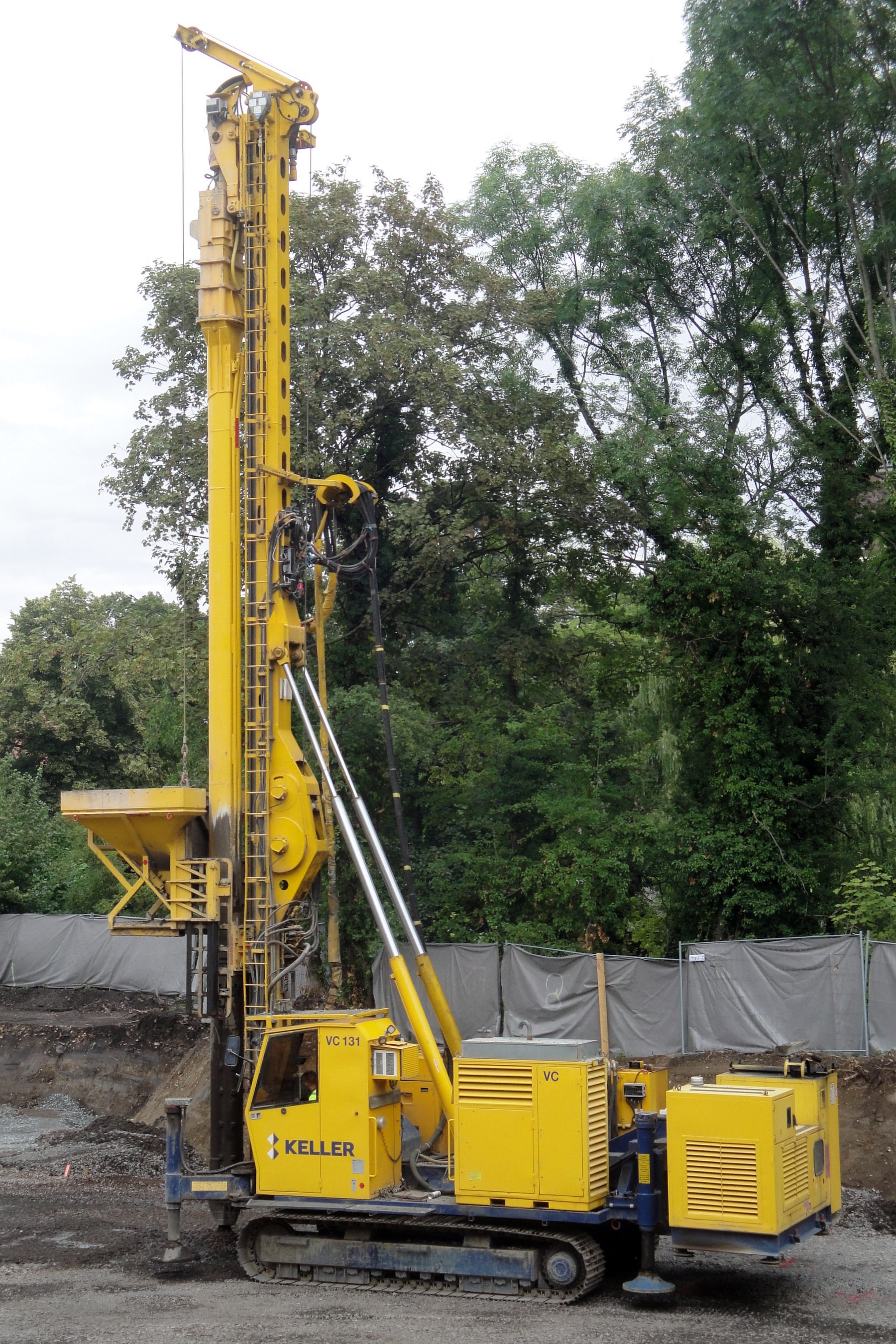
Rüttelstopfverdichtung

Die Rüttelstopfverdichtung ist eine Baugrundverbesserungsmaßnahme zur Erhöhung der Tragfähigkeit des Baugrunds. Dabei werden in die lastaufzunehmenden Bereiche des Baugrunds Rüttelstopfsäulen eingebracht. Dies geschieht, indem ein Rüttelgerät säulenförmig das Erdreich bis auf tragenden Grund seitlich verdrängt und den so entstandenen Hohlraum beim Herausziehen mit geeignetem Zugabematerial, meist Kies oder Schotter, verdichtend auffüllt. Die so entstandene, in der Erde stehende Säule nennt man Rüttelstopfsäule.
Einsatz findet sie bei bindigen Böden, etwa in Deponiehalden.